# Выборы в Европейский парламент в Швеции (2014)
Выборы в Европейский парламент в Швеции прошли 25 мая 2014 года. На выборах избрали 20 депутатов Европарламента восьмого созыва от Швеции.

## Распределение депутатов
В декабре 2011 году шведская делегация была увеличена с 18 до 20 депутатов. Европарламент включает 751 депутата.

## Результаты
- Умеренная коалиционная партия — 3
- Партия центра — 1
- Либеральная народная партия — 2
- Христианские демократы — 1
- Шведские социал-демократы — 5
- Левая партия — 1
- Партия зелёных — 4
- Шведские демократы — 2
- Феминистическая инициатива — 1